# Emboscada Romani
A Emboscada Romani do exército Egípcio foi uma batalha travada na manhã do segundo dia da Guerra do Yom Kipur, entre os militares Egípcios e as Forças de Defesa de Israel (FDI) no fronte ao norte do Sinai, perto da cidade de Romani. Foi a principal tentativa dos Egípcios em atrasar a chegada das forças de reserva do FDI ao fronte. Foi também a primeira batalha nesta guerra em que as forças de reserva do exército israelense participou, além disso foi o batismo de fogo da 162.ª Divisão das FDI.